# Резник, Генри Маркович
Ге́нри Ма́ркович Ре́зник (род. 11 мая 1938, Ленинград, СССР) — советский и российский юрист, адвокат, общественный деятель. Кандидат юридических наук. Заслуженный юрист Российской Федерации (1998). Вице-президент Адвокатской палаты Москвы. В декабре 2023 года в соответствии с Указом Президента Российской Федерации В.В. Путина выведен из состава членов Совета при Президенте РФ по развитию гражданского общества и правам человека. Член общественного совета Российского еврейского конгресса.

## Семья
Отец — Марк Израилевич Резник (1905—1969), работал ректором Саратовской консерватории, заведующим отделом культуры Саратовского обкома КПСС, директором музыкальной школы Заводского района Саратова. Мать — Мирра Григорьевна Рафалович (1910—2004), преподавала фортепиано в Саратовской консерватории.
Жена Лариса Юлиановна Львова, юрист, адвокат. Сын протоиерей Андрей Генриевич Львов (род. 1967), священнослужитель РПЦ, с 2004 — настоятель храма преп. Серафима Саровского в г. Иваново.

## Спортивная деятельность
С детских лет участвовал в спортивных соревнованиях. В возрасте 15 лет стал чемпионом РСФСР по прыжкам в высоту среди юношей младшего возраста. С 16 лет выступал за взрослые сборные команды Саратова по волейболу и баскетболу. В 1955 был членом сборной команды РСФСР по баскетболу, в 1956 — по волейболу на Всесоюзной спартакиаде школьников. В 1957—1959 участвовал в создании волейбольной команды в Ташкенте, затем был одним из создателей и капитаном волейбольной команды «Дорожник» (Алма-Ата). Был чемпионом и рекордсменом Казахской ССР по прыжкам в высоту. Был членом казахстанской команды «Динамо», успешно выступавшей во второй группе чемпионата СССР по волейболу.

## Образование
Учился на юридическом факультете Средне-Азиатского государственного университета (Ташкент; 1957—1959). Окончил юридический факультет Казахского государственного университета (1962; дипломная работа «О правовых презумпциях» была отмечена на всесоюзном студенческом конкурсе). Окончил аспирантуру Всесоюзного института по изучению причин и разработке мер предупреждения преступности Прокуратуры СССР (1969). Кандидат юридических наук (1969; тема диссертации: «Оценка доказательств по внутреннему убеждению в советском уголовном процессе»). C 2009 года до июня 2017 года профессор кафедры адвокатуры и нотариата в Московского государственного юридического университета имени О. Е. Кутафина, из которого он уволился после установки там мемориальной доски Сталину (о выступлении там последнего в 1924 году).

## Следователь и учёный
В 1962—1966 годах — следователь следственного управления РУВД в Казахстане (Алма-Ата). В 1969—1982 годах работал во Всесоюзном институте по изучению причин и разработке мер предупреждения преступности Прокуратуры СССР. В 1982—1985 годах — заведующий лабораторией Всесоюзного института усовершенствования работников юстиции. Автор около 200 публикаций по проблемам уголовного права и процесса, криминологии, общей теории права, публицистических работ. Среди них монография «Внутреннее убеждение при оценке доказательств» (1977), книги «Право на защиту» (1976), «Когда наступает ответственность» (1979), «Конституционное право на защиту» (1980). Его статьи «Противоречия современной урбанизации и преступность» (1985) и «Адвокат: престиж профессии» (1987), опубликованные в журнале «Советское государство и право», были отмечены как лучшие статьи года. Почетный доктор СПбГУП с 2012 года.

## Адвокат
С 1985 года — адвокат Московской городской коллегии адвокатов (МГКА). О причинах занятия адвокатской деятельностью вспоминал так:

«Мой переход в адвокатуру был связан с проводившимся в 1985 году «погромом» Московской коллегии. Адвокаты обвинялись в подстрекательстве к даче взяток либо в мошенническом завладении деньгами клиента. Готовились все новые уголовные дела. Эта расправа получила название «каратаевщина» по имени следователя Владимира Каратаева, руководившего специально созданной следственной группой. Руководство Московской коллегии пригласило меня принять участие в защите как независимого человека «со стороны», обладающего при этом именем в юридических кругах».
С 1989 по 1991 год — руководитель НИИ адвокатуры Союза адвокатов СССР. 
С 1989 года — член Московской Хельсинской группы.
С 1990 — член президиума, с мая 1997 — председатель президиума МГКА.
С ноября 2002 по 2015 год — председатель Адвокатской палаты города Москвы. 
С 2015 года — первый вице-президент Адвокатской палаты города Москвы.
С 2005 по 2022 год — вице-президент Федерального союза адвокатов России, вице-президент Международного союза (содружества) адвокатов.
Директор Института адвокатуры Международного союза (содружества) адвокатов. Заведующий кафедры адвокатуры в Правовом университете при Институте государства и права РАН. Награждён золотой медалью имени Ф. Н. Плевако (1998) за высокое профессиональное мастерство и вклад в развитие российской адвокатуры, Почётным знаком «Общественное признание» (2000) за активную правозащитную деятельность и вклад в развитие независимой адвокатуры.
Специализация: уголовное право и уголовный процесс, диффамация и деловая репутация, интеллектуальная собственность, предпринимательство.
Защищал в уголовных делах премьер-министра Узбекистана Нармахонмади Худайбердыева, прокурора Очамчирского района Абхазии Валерия Гурджуа (это дело было связано с начавшимся грузино-абхазским конфликтом; в Абхазии его считали политическим. Впоследствии Гурджуа возглавил Арбитражный суд Абхазии), начальника службы безопасности Президента СССР генерала Юрия Плеханова (по делу ГКЧП).
Среди его клиентов были политик и публицист Валерия Новодворская (см. «Дело Новодворской»), «отказник» от военной службы Александр Пронозин, журналисты Вадим Поэгли, Андрей Бабицкий, Ольга Китова, экологи Александр Никитин и Григорий Пасько (по «шпионским» делам), писатель Владимир Сорокин (был обвинён в распространении порнографии в своей книге «Голубое Сало»), известные предприниматели Владимир Ряшенцев (дело концерна «АНТ», получившее широкую известность в начале 90-х годов), Владимир Гусинский, Борис Березовский.
В гражданских делах представлял интересы Президента России Бориса Ельцина, Максима Кузьмина, Егора Гайдара, Анатолия Чубайса, Александра Шохина, Ильи Заславского, писателя Андрея Синявского, деятелей культуры и искусства Роберта Рождественского, Юрия Темирканова, Николая Петрова, Леонида Чижика, журналистов Александра Минкина, Павла Гусева, Натальи Геворкян, Евгения Киселёва.
Так оценивал значимость дела журналиста Вадима Поэгли, который был обвинён в оскорблении министра обороны Павла Грачёва:

«Прецедентное значение имело решение по делу об обвинении журналиста в оскорблении министра обороны. Дело было признано имеющим особое общественное значение и переведено в категорию дел публичного обвинения. Удалось доказать неправомерность перевода дела из частного обвинения в публичное. Ведь особое общественное значение дела определяется отнюдь не ответственным должностным положением лица. Оскорбление — это преступление против личности, а не против должности».
Традиционно занимает первые места в рейтингах адвокатов России. По итогам 2017 года признан лучшим адвокатом и помещëн на первые места в общем рейтинге адвокатов и рейтинге адвокатов по уголовным делам, составленных независимым рейтингом «Лучшие адвокаты».

## Критика
Журналист Лев Сигал обвиняет его в двойных стандартах, а также давлении на журналистов[значимость факта?]:

«И вот я, гордый своей находкой, позвонил защитнику Куанышевых Генри Резнику, изложил ему существо дела и попросил его комментарий. Однако вместо каких-либо комментариев со стороны уважаемого адвоката последовали… прямые угрозы в мой адрес. После чего Резник связался с моим тогдашним главным редактором Егором Яковлевым и, уж не знаю какими аргументами, убедил его «завернуть» мой эксклюзивный материал. Вот истинное отношение Генри Марковича к свободе слова!»
В 1999 году написал статью «Жопасные штучки журналючки» против журналистки Ларисы Кислинской, которая написала негативную статью об Александре Шохине, подозреваемом в убийстве Отари Квантришвили. Статья была написана в оскорбительной манере, и Кислинская подала на Резника в суд, но проиграла его. Редакция газеты «Совершенно секретно», где работает журналистка, так написала об этом:

«И цербер „гавкнул“: вылил ушат грязи на Ларису Кислинскую в явно заказной статье. Известный адвокат скатился до банальных оскорблений, за которые в приличном обществе бьют канделябрами. Но туда Резника, видимо, не пускают?»

## Общественная деятельность
- С 1989 — член Московской Хельсинкской группы.
- С 1996 — член президиума Российского еврейского конгресса[10].
- Член президиума Национального антикоррупционного комитета.
- С ноября 2005 по 2014— член Общественной палаты.
- Член комиссии Общественной палаты по общественному контролю за деятельностью и реформированием правоохранительных органов и судебно-правовой системы
- Лауреат премии Федерации еврейских общин России «Человек года» (2007)
- 3 декабря 2018 года вошёл в состав Совета при Президенте РФ по развитию гражданского общества и правам человека[2].

## Фильмография

### Документальные фильмы
- 2012 — «Срок» — режиссёры Алексей Пивоваров, Павел Костомаров и Александр Расторгуев.
- 2018 — «Дело Собчака» — режиссёр Вера Кричевская